# 假醒
假醒（英語：False awakening），也称为多重梦，指的是人在睡眠時做了一個生動逼真的從睡眠狀態醒來的夢，而現實中的做夢者仍在睡眠中。假醒後，該做夢者常常夢見自己正在執行每天早上的例行活動，例如淋浴、做飯、打掃、進食和上廁所。
常见的假醒是從一個有夢境的睡眠中醒來的夢，即夢中夢。双重梦境一個經典的例子是尼古拉·瓦西里耶維奇·果戈里的短篇小說《肖像》中主角的梦中梦。

## 概念
假醒可能發生在普通夢境或清醒夢中。特別的是，如果假醒伴隨著清醒夢，那麼假醒可能就會變成“清醒夢前身”，也就是說，做夢者可能會開始懷疑他們是否真的醒了，並且最終能或不能得出正確的結論。在哈佛大學心理學家迪爾德麗·巴瑞特的一項研究中，調查了200位受試者的2,000個夢，發現在同一夢中或同一夜的不同夢中發生假醒和清醒夢的可能性明顯更高。

## 文化參考
- 中國古籍莊子
- 電玩遊戲無盡夢魘
- 電影命運好好玩的結局
- 電影美國狼人在倫敦
- 電影全面啟動
- 電影夢醒人生（英语：Waking Life）